# Pikachurina

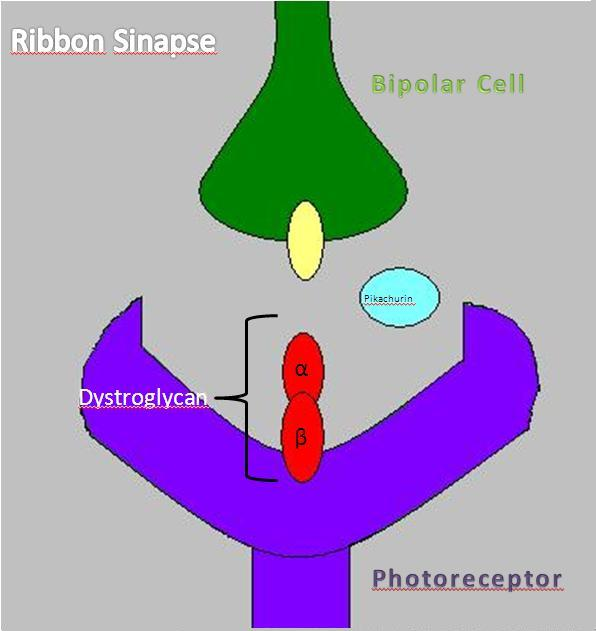

La pikachurina es una proteína de la matriz extracelular de la retina. Fue descubierta en 2008 por un equipo de investigadores del Departamento de Biología de la Universidad de Osaka, que decidió nombrar su nuevo descubrimiento proteico como pikachurina, en honor a Pikachu, personaje de la franquicia de videojuegos y anime 
Pokémon.
Esta proteína juega un papel importante en la transmisión de la información visual de los ojos al cerebro y en la eficiencia de la visión cinética. La pikachurina es necesaria para la aposición de los terminales presinápticos (de los fotorreceptores) y postsinápticos (de las células bipolares de la retina) en las llamadas "sinapsis en cinta". La deleción del gen de la pikachurina en el ratón causa un electrorretinograma anormal. Debido a los ágiles y rápidos movimientos de Pikachu, la proteína recibió dicho nombre como homenaje por parte de sus descubridores, los cuales esperan que el hallazgo permita avanzar en la investigación de los tratamientos para la retinosis pigmentaria, una enfermedad hereditaria que produce ceguera.